# Palau de Pelči
El Palau de Pelči (en letó: Pelču muižas pils; en alemany: Schloss Pelzen) és un palau a la històrica regió de Curlàndia, al municipi de Kuldīga de Letònia. Construït durant l'època del príncep Anatoly Lieven, és considerat com un dels primers edificis letons que mostren la influència de principis de l'Art Nouveau, encara que actualment també mostra característiques del neorenaixement i el neobarroc.

## Història
El palau va ser construït des de 1903 fins a 1904 en estil Art Nouveau per l'arquitecte Vilhelms Neimanis (1878 Alemanya - 1919 Riga). El palau és considerat un edifici de nivell estètic excepcional en tots els elements de l'acabament amb instal·lacions d'alta qualitat i un equip tècnic innovador. El soterrani del palau compta amb un sistema modern de drenatge i proveïment d'aigua. Els forns escalfen el palau a través del primer sistema de calefacció central del raion de Kuldigas. El 1922 el palau Pelči es va adaptar a les necessitats d'una escola.